# Ganglion cervical supérieur
Le ganglion cervical supérieur fait partie du système nerveux autonome sympathique. C'est le seul ganglion du système nerveux sympathique qui innerve la tête et le cou. C'est le plus grand et le plus haut des trois ganglions cervicaux.

## Structure

### Emplacement
Le ganglion cervical supérieur est situé en face des deuxième et troisième vertèbres cervicales. Il se situe en profondeur de la gaine de l'artère carotide interne et de la veine jugulaire interne, et en avant du muscle long de la tête.

### Morphologie
Le ganglion cervical supérieur est de couleur gris rougeâtre et a généralement la forme d'un fuseau aux extrémités effilées.
Parfois, il est large et aplati, et parfois resserré à intervalles réguliers.
Il est formé par la coalescence de quatre ganglions, correspondant aux quatre nerfs cervicaux supérieurs, C1-C4.
Les corps de ces neurones sympathiques pré-ganglionnaires sont spécifiquement localisés dans la corne latérale de la moelle épinière. Leurs axones entrent ensuite dans le ganglion cervical supérieur et forment des synapses avec les neurones post-ganglionnaires qui quittent l'extrémité supérieure du ganglion cervical supérieur et innervent les organes cibles de la tête.

### Types de neurones
Le ganglion cervical supérieur contient des neurones à seuil bas et des neurones à seuil élevé. (Les neurones à seuil bas ont un taux de déclenchement du potentiel d'action plus rapide, tandis que les neurones à seuil élevé ont un taux de déclenchement lent).
Une autre distinction entre les types de neurones du ganglion cervical supérieur est faite par immunomarquage. L'immunomarquage permet la classification des neurones comme positif (NPY-positif) ou négatif (NPY-négatif) pour le neuropeptide Y.
Les neurones à seuil bas NPY-négatifs sont des neurones sécréto-moteurs, innervant les glandes salivaires.
Les neurones à seuil élevé NPY-négatifs sont des neurones vasomoteurs, innervant les vaisseaux sanguins.
Les neurones à seuil élevé NPY-positifs sont des neurones vasoconstricteurs qui innervent l'iris et la glande pinéale.

### Innervation
Le ganglion cervical supérieur reçoit des informations du centre cilio-spinal situé entre les régions C8 et T1 de la moelle épinière au sein de la colonne intermédio-latérale. Les fibres pré-ganglionnaires qui l'innervent sont les nerfs spinaux thoraciques T1-T8 du centre cilio-spinal via le nerf sympathique cervical. Un axone pré-ganglionnaire mature peut innerver entre 50 et 200 neurones du ganglion.
Les fibres post-ganglionnaires quittent ensuite le ganglion cervical supérieur via le nerf carotide interne et le nerf carotide externe. Cette voie d'innervation est mise en évidence par la stimulation du nerf sympathique cervical, qui provoque des potentiels d'action dans les nerfs carotidiens externes et internes.

## Zone d'innervation

### Système nerveux sympathique
Le ganglion cervical supérieur fournit une innervation sympathique à différentes structures de la tête
- la glande pinéale,
- les vaisseaux sanguins des muscles crâniens et du cerveau,
- le plexus choroïde,
- les yeux,
- les glandes lacrymales,
- le corps carotidien,
- les glandes salivaires
- la glande thyroïde[4].

Il contribue également au plexus cervical. Le plexus cervical est formé d'une unification des divisions antérieures des quatre nerfs cervicaux supérieurs qui reçoivent chacun un rameau communicant gris du ganglion cervical supérieur.

#### Glande pinéale
Les axones post-ganglionnaires du ganglion cervical supérieur innervent la glande pinéale et sont impliqués dans le rythme circadien. Cette connexion régule la production de l'hormone mélatonine, qui régule les cycles de sommeil et d'éveil, mais son influence n'est pas entièrement comprise.

#### Corps carotidien
Les axones post-ganglionnaires du ganglion cervical supérieur innervent l'artère carotide interne et forment le plexus nerveux carotidien interne. Le plexus carotidien interne relaie les axones post-ganglionnaires du ganglion cervical supérieur à l'œil, à la glande lacrymale, aux muqueuses de la bouche, du nez et du pharynx et à de nombreux vaisseaux sanguins crâniens

#### L’œil
Les axones post-ganglionnaires du ganglion cervical supérieur innervent l'œil et la glande lacrymale et provoquent une vasoconstriction de l'iris et de la sclérotique, une dilatation pupillaire, un élargissement de la fissure palpébrale et une réduction de la production de larmes. Ces réponses sont importantes pendant la réponse combat-fuite du système nerveux autonome. La dilatation des pupilles permet une clarté accrue de la vision et l'inhibition de la glande lacrymale arrête la production de larmes permettant une vision intacte et une redirection énergétique.

#### Vaisseaux sanguins de la peau
Les axones post-ganglionnaires du ganglion cervical supérieur innervent les vaisseaux sanguins de la peau et provoquent la constriction des vaisseaux. La constriction des vaisseaux sanguins entraîne une diminution du flux sanguin vers la peau, entraînant une pâleur de la peau et une rétention de la chaleur corporelle. Cela joue dans la réponse de combat-fuite, diminuant le flux sanguin vers la peau du visage et redirigeant le sang vers des zones plus importantes comme les vaisseaux sanguins des muscles.

#### Système vestibulaire
Le ganglion cervical supérieur est connecté aux structures vestibulaires, y compris le neuro-épithélium des canaux semi-circulaires et des organes otolithes, fournissant les informations pour la modulation des réflexes vestibulo-sympathiques.

## Aspect clinique

### Syndrome de Horner
Le syndrome de Horner est un trouble résultant d'une lésion de la voie nerveuse autonome sympathique de la tête. Les dommages au ganglion cervical supérieur, qui fait partie de ce système, entraînent souvent le syndrome de Horner. Les dommages aux régions T1-T3 de la moelle épinière sont responsables de l'affaissement des paupières (ptosis), de la constriction de la pupille (myosis) et de l'affaissement du globe oculaire (énophtalmie apparente. Une lésion ou des dommages importants au ganglion cervical supérieurentraînent un trouble neuronal de troisième ordre.

### Dysautonomie familiale
La dysautonomie familiale est une maladie génétique caractérisée par des anomalies des neurones sensoriels et sympathiques. Le ganglion cervical supérieur est significativement affecté par cette perte de neurones et peut être responsable de certains des symptômes qui en résultent. Dans les études post-mortem, le ganglion cervical supérieur est, en moyenne, un tiers de la taille normale et n'a que 12 % du nombre normal de neurones. Des défauts dans le codage génétique du facteur de croissance du nerf, qui le rendent moins fonctionnel et anormalement structuré, peuvent être la cause moléculaire de la dysautonomie familiale. Le facteur de croissance du nerf est nécessaire à la survie de certains neurones et son altération pourrait être la cause de la mort neuronale dans le ganglion cervical supérieur.

## Historique

### Ré-innervation
À la fin du XIXe siècle, John Langley a découvert que le ganglion cervical supérieur est topographiquement organisé. Lorsque certaines zones du ganglion cervical supérieur étaient stimulées, un réflexe se produisait dans des régions spécifiques de la tête. Ses découvertes ont montré que les neurones pré-ganglionnaires innervaient des neurones post-ganglionnaires spécifiques,.
Dans ses études ultérieures sur le ganglion cervical supérieur, Langley a découvert que le ganglion cervical supérieur est régénérateur. Langley a sectionné le ganglion cervical supérieur au-dessus de la partie T1, provoquant une perte de réflexes. Lorsqu'elles sont laissées à elles-mêmes, les fibres ont ré-innervé le ganglion cervical supérieur et les réflexes autonomes initiaux ont été récupérés, bien qu'il y ait eu une récupération limitée de la fonction de la glande pinéale. Lorsque Langley a rompu les connexions entre le ganglion cervical supérieur et la région T1-T5 de la moelle épinière et a remplacé le ganglion cervical supérieur par un autre, le ganglion cervical supérieur était toujours innervé dans la même partie de la moelle épinière qu'auparavant. Lorsqu'il a remplacé le ganglion cervical supérieur par un ganglion T5, le ganglion avait tendance à être innervé par la partie postérieure de la moelle épinière (T4-T8). Le remplacement du ganglion cervical supérieur d'origine par un autre ou un ganglion T5 a confirmé la théorie de Langley sur la spécificité topographique du ganglion cervical supérieur.

### Recherches
Les ganglions du système nerveux autonome périphérique sont couramment utilisés pour étudier les connexions synaptiques car leurs connexions synaptiques présentent de nombreuses similitudes avec le système nerveux central et sont relativement plus accessibles et ils ont la capacité de se régénérer, ce que les neurones du système nerveux central n'ont pas. Le ganglion cervical supérieur est fréquemment utilisé dans ces études à cause de sa grande taille.
Aujourd'hui, les neuroscientifiques étudient sur le ganglion cervical supérieur  la survie et la croissance des neurites, ses aspects neuroendocriniens, ainsi que sa structure. Ces études sont généralement réalisées sur des rats, des cobayes et des lapins.

## Galerie

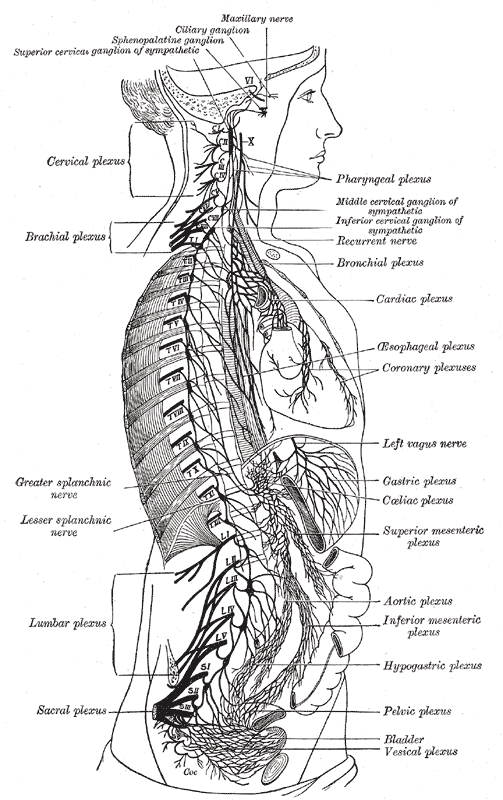
La chaîne sympathique droite et ses connexions avec les plexus thoracique, abdominal et pelvien.
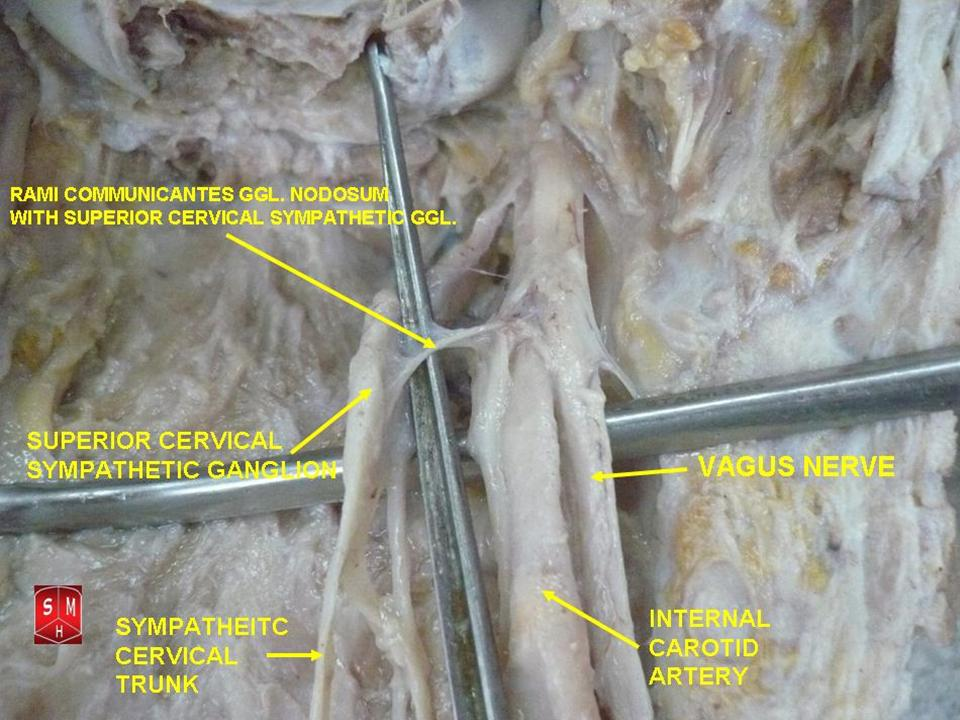
Ganglion cervical supérieur
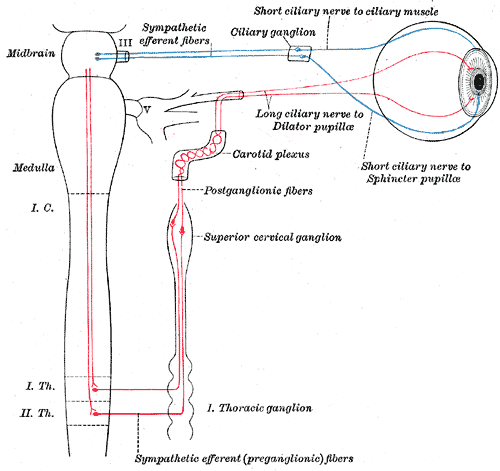
Connexions sympathiques des ganglions ciliaires et cervicaux supérieurs.
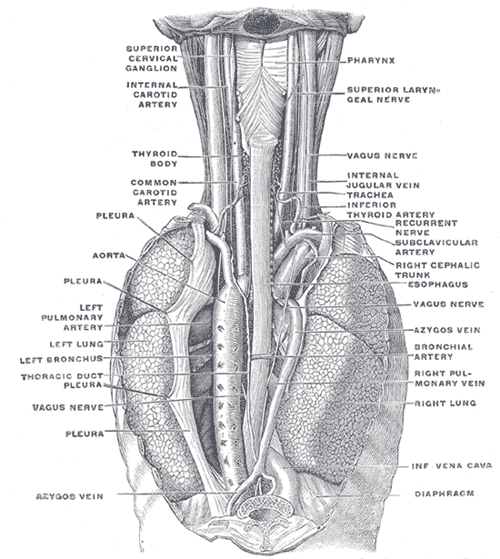
La position et la relation de l'œsophage dans la région cervicale et dans le médiastin postérieur. Vu de derrière.
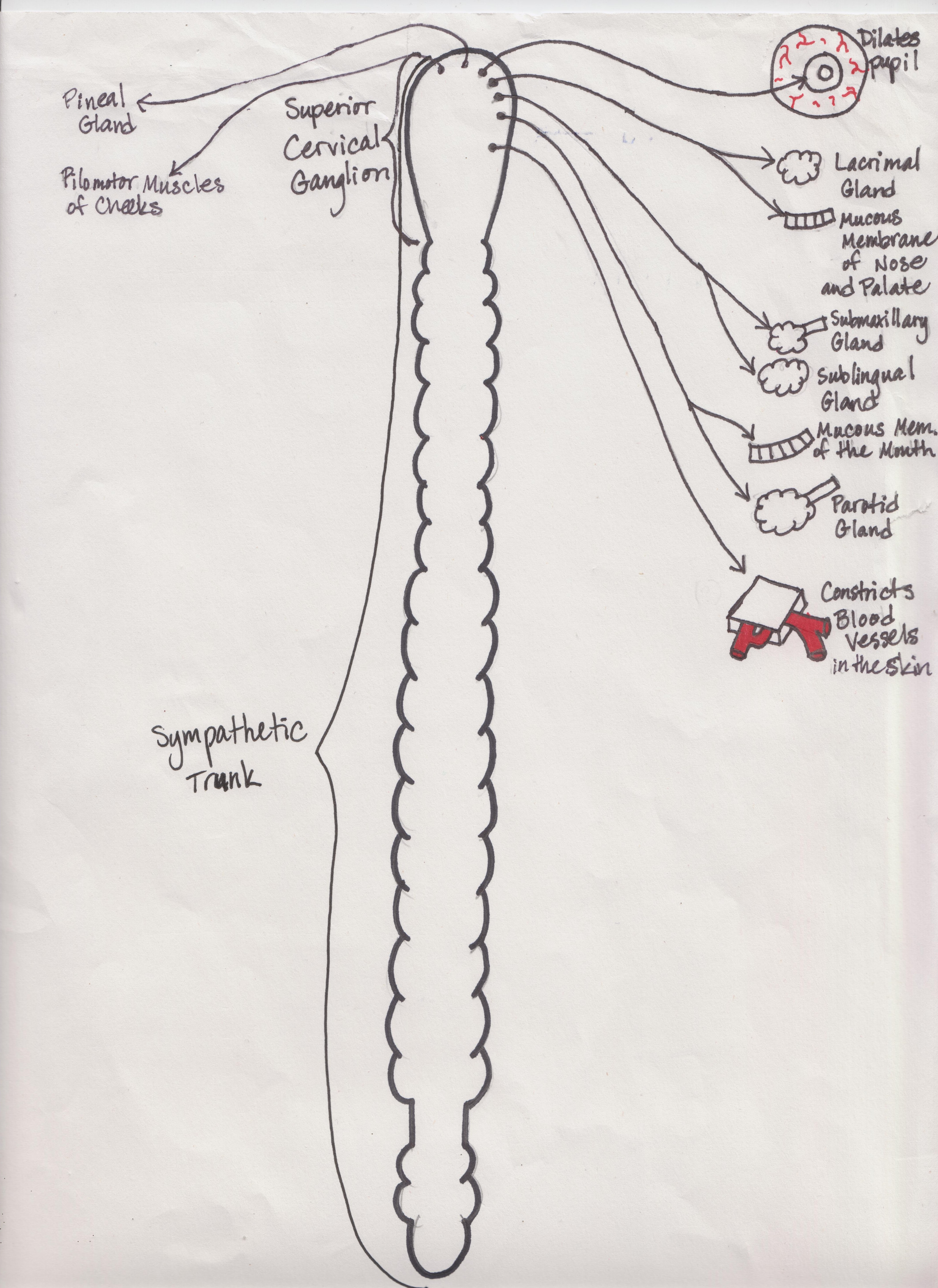
Le tronc sympathique et l'innervation SCG des organes cibles dans la tête.